# Bekzat Sattarjanov
Bekzat Seyiljanuly Sattarjanov (en kazajo: Бекзат Сейілханұлы Саттарханов; Turkestán, URSS, 4 de abril de 1980-Temirlan, 31 de diciembre de 2000) fue un deportista kazajo que compitió en boxeo. Participó en los Juegos Olímpicos de Sídney 2000, obteniendo una medalla de oro en el peso pluma.

## Palmarés internacional
| Juegos Olímpicos | Juegos Olímpicos   | Juegos Olímpicos | Juegos Olímpicos |
| Año              | Lugar              | Medalla          | Categoría        |
| ---------------- | ------------------ | ---------------- | ---------------- |
| 2000             | Sídney (Australia) | Medalla de oro   | 57 kg            |